# Leptotarsus (Macromastix) mixtus
Leptotarsus (Macromastix) mixtus is een tweevleugelige uit de familie langpootmuggen (Tipulidae). De soort komt voor in het Australaziatisch gebied.